# Metacantharis kostali
Metacantharis kostali es una especie de coleópteros de la familia Cantharidae.

## Distribución geográfica
Habita en Turquía.